# Hoogbrugstraat 9
Hoogbrugstraat 9 ofwel Café ’t Pruuske is een rijksmonument en horecagelegenheid in het centrum van de Nederlandse stad Maastricht. Het huis aan de Hoogbrugstraat in Wyck heeft een achttiende-eeuwse lijstgevel. De pui is ten dele gewijzigd. Op de eerste verdieping bevinden zich segmentboogvensters in Naamse steen. Ook in de rest van het gebouw is Naamse steen gebruikt zoals bij de segmentboogingang.
In 1897 werd de voormalige brouwersknecht Johannes Raadschilders vergunning verleend om in het pand aan de Hoogbrugstraat een uitspanning en koffiehuis uit te baten. Begin twintigste eeuw kreeg dit de naam Café Raadschilders. In 1942 nam de dochter Anna Raadschilders met haar man Willy Biergans het café over. Willy Biergans was Duitser van origine. In de Wycker volksmond werd destijds gesproken van Veer goon us eine drinke bijj de Pruus, of bijj 't Pruuske. Na een verbouwing en restauratie kreeg het pand in 1979 officieel de naam: Café ’t Pruuske.
Op de gevel bevindt zich een gedenksteen van Naamse steen ter herinnering aan de weerstand die hier werd geboden tijdens de Duitse inval op 10 mei 1940 (Slag om Maastricht). De tekst op de gedenkplaat luidt: "Hier werd op 10 mei 1940 aan de Duitse inval weerstand geboden door een sectie van het Grensbataljon van 13 Regiment Infanterie. Het Garnizoenscontact. 1995."

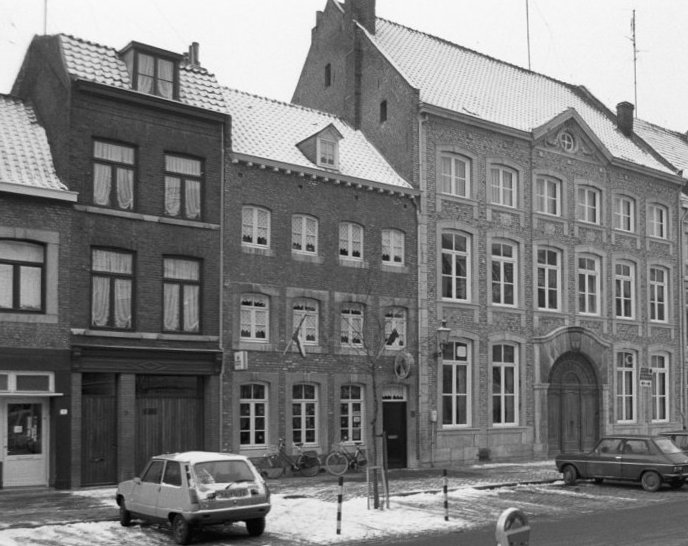
Gevelwand Hoogbrugstraat in 1986
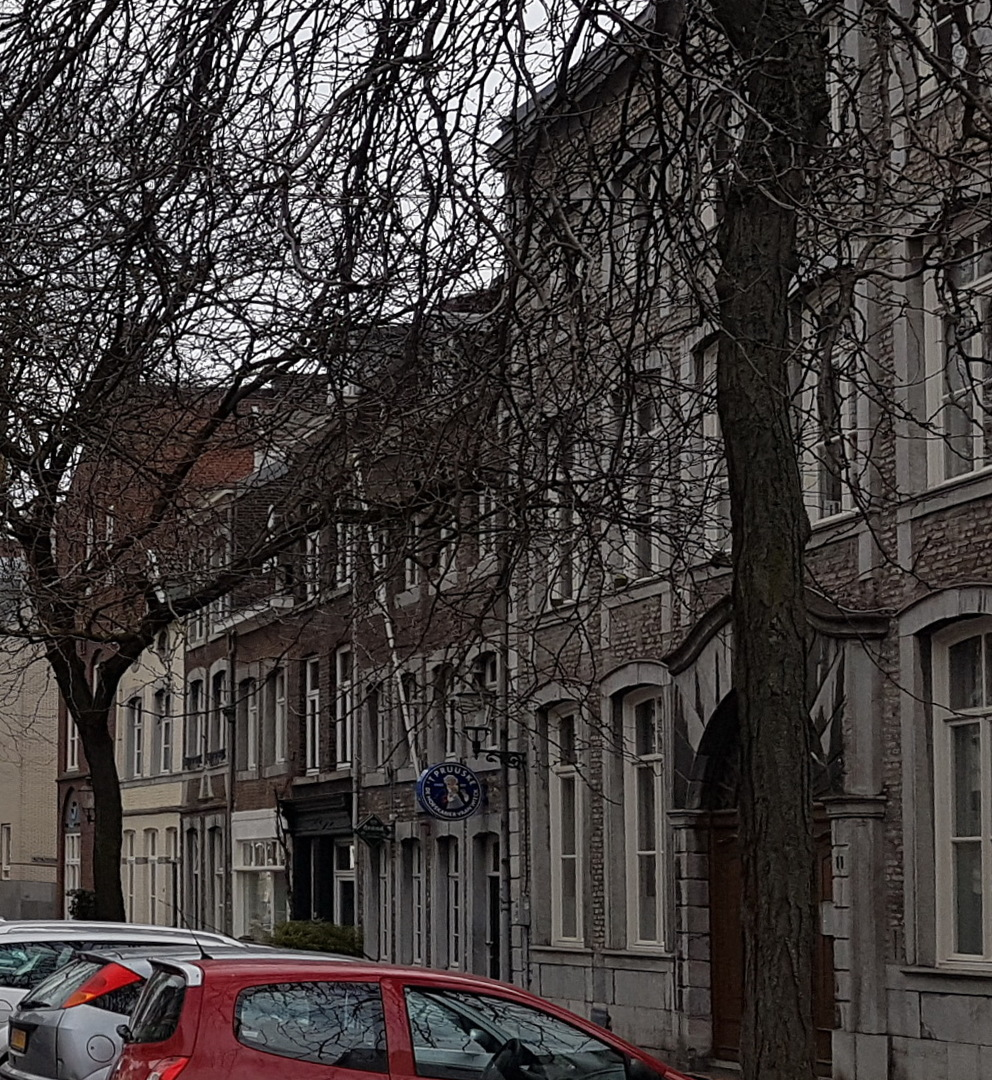
Idem in 2021
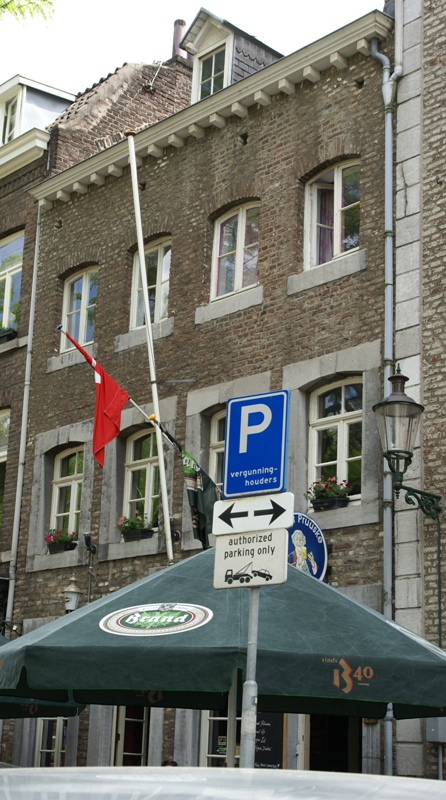
Hoogbrugstraat 9 in 2010
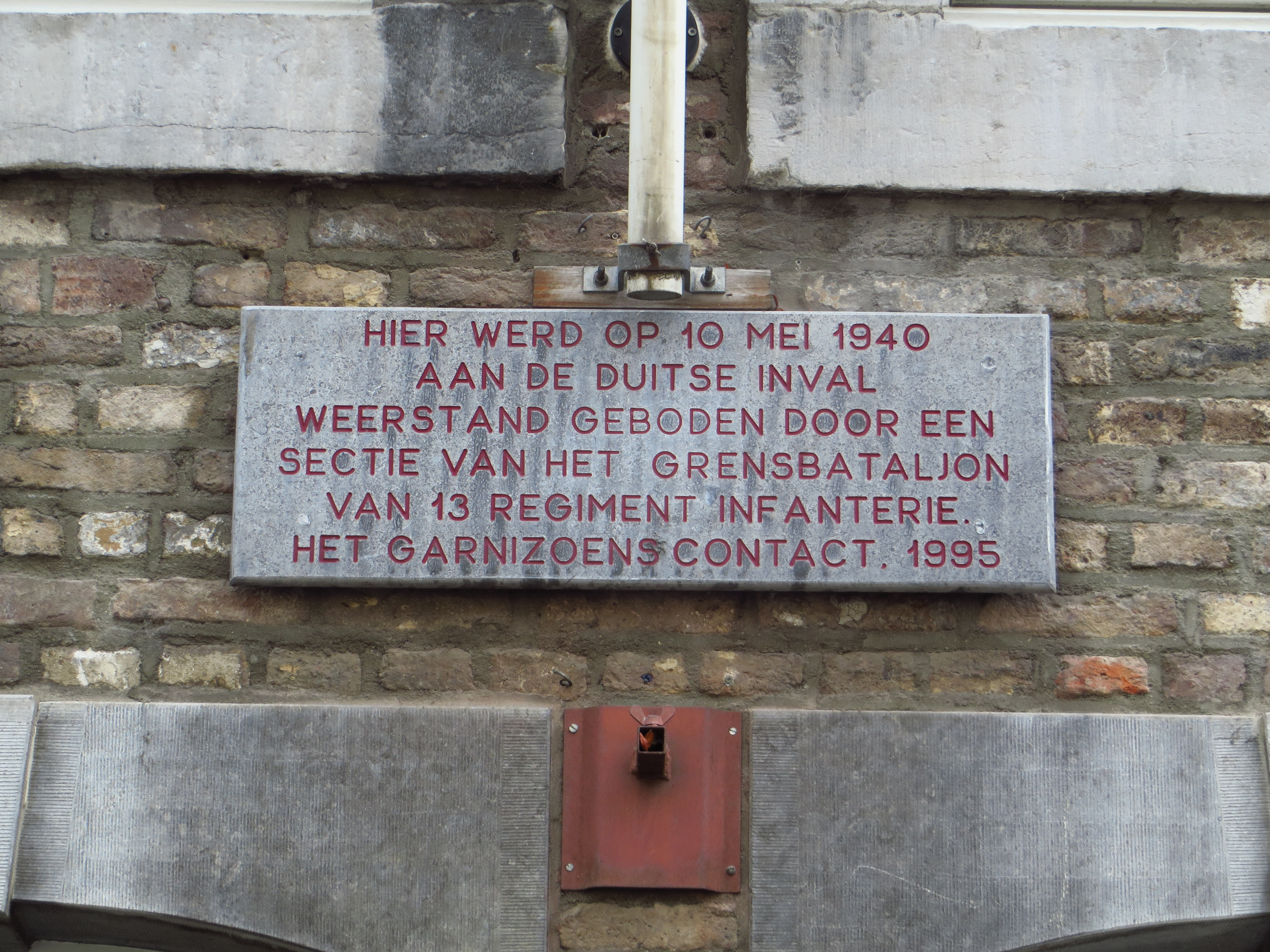
Gevelsteen in 2014